# Rete trofica di detrito
Le reti trofiche di detrito sono reti alimentari che comprendono catene alimentari di detriti, ovvero aventi come base i detriti e non gli autotrofi (come avviene nelle catene alimentari di pascolo).
Esse sono presenti praticamente in ogni ecosistema, e vi si ritrova un'enorme quantità di organismi di numerose specie, a disposizione degli scienziati con minima spesa. 
Nel suolo, e in tutti gli ambienti analoghi (sedimenti o fondi di mari, laghi o fiumi) si trova un'enorme quantità di specie che svolge invece un percorso alimentare diverso, partecipando al degrado della sostanza organica a partire dai residui provenienti dagli autotrofi. Questi residui organici vengono dapprima sminuzzati, triturati e modificati ad opera dei detritivori, e via-via diventano attaccabili dai decompositori, batteri e funghi, per rimettere in circolo i costituenti primari che tornano così ad essere a disposizione degli autotrofi (alghe e piante).
In questo percorso, una vera e propria rete intricatissima per numero di relazioni ed interazioni, le diverse specie si intrecciano nel corso della propria vita con un'innumerevole quantità di organismi, attraverso mutualismo, parassitismo, predazione e competizione, creando un sistema complesso che si riassume nel termine "rete trofica di detrito".